# Erik Eje Almqvist
Erik "Eje" Jonas Ludvig Almqvist, född 26 januari 1983 i Örgryte, är en svensk journalist och författare. 
Han var 2008 med och startade tidningen Filter, som han sedan varit reporter för, och 2015–2018 var han en av två chefredaktörer för tidningen. 2009 utsågs han till Årets journalist, som är ett pris som delas ut av organisationen Sveriges Tidskrifter. Han har givit ut böckerna Köpenhamn för foodisar och Hammare & spik – bygg möbler med inspiration av Enzo Mari. 
År 2013 började han att kalla sig Erik Eje Almqvist i professionella sammanhang för att undvika sammanblandning med namnen och politikern Erik Almqvist.